# ختمان
ختمان (به ترکی آذربایجانی: Xatman) یک منطقهٔ مسکونی در جمهوری آذربایجان است که در شهرستان آغ‌سو واقع شده‌است.